# POWER5

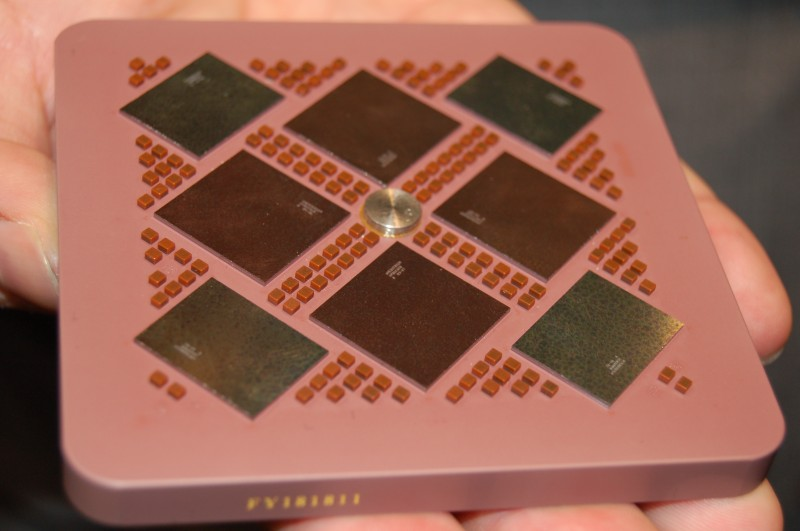
POWER5 MCM con cuatro procesadores y cuatro módulos de 36 MB de caché externo L3.

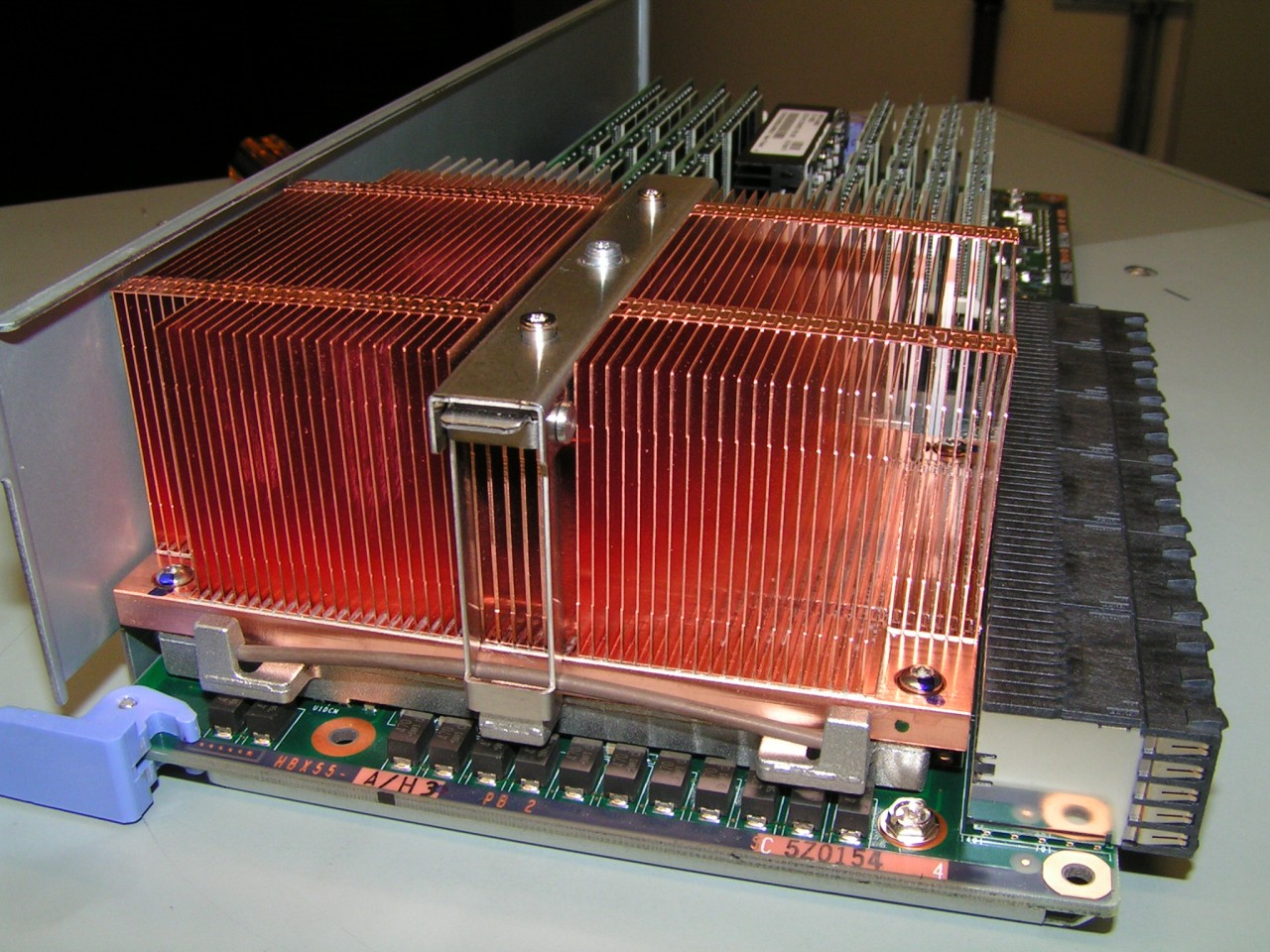
Módulo de procesador de un sistema IBM i5, conteniendo un POWER5+ DCM.

El POWER5 es un microprocesador desarrollado por IBM. Es una variante mejorada del altamente exitoso POWER4. Los cambios principales son el soporte para Simultaneous multithreading (SMT) (multihilo simultáneo) y un controlador de memoria en la pastilla. Cada CPU soporta 2 hilos. Puesto que es un chip multinúcleo, con 2 CPUs físicos, cada chip soporta 4 hilos lógicos. El POWER5 puede ser empaquetado en un dual chip module (DCM) (módulo de chip dual), con un chip de doble núcleo por módulo, o un Multi-Chip Module (MCM) (módulo multichip) con 4 corechips duales por módulo. El POWER5+, presentado el tercer trimestre de 2005, se empaqueta en un QCM de 2 chips de doble núcleo.
A partir de los procesadores POWER5 los sistema de particiones de IBM (LPAR) pueden crear lo que son las microparticiones, que es cuando un sistema virtualizado utiliza solo un porcentaje del procesador.